# 胁迫行为
在法律哲學上，強迫或脅迫（Duress in American law）是指一個人的行為是受到暴力，威脅或針對該人的其他壓力所造成的結果。布萊克法律大辭典(第六版)定義脅迫為"任何非法威脅或強迫使用...誘使其他人[他們]行動[或不行動] 的方式，否則不會[或會]"( "any unlawful threat or coercion used... to induce another to act [or not act] in a manner [they] otherwise would not [or would]")。脅迫是施加壓力於一個人迫使該人履行他通常不會執行的行為。脅迫的概念必須分別從民法的不當影響與必要性來加以區別。
脅迫有兩個層面。其一，它否定了人對該行為的意願，如性交或訂立合同；或者，第二，對於非法行為作為一個可能的法律辯護或理由。被告利用脅迫來防禦說明被告承認犯了法，但在此同時他聲稱對該行為是不具責任的。因為，即使該行為觸犯了法律，他只是因為極端的非法壓力而執行的。在刑法中，脅迫防禦類似於認罪，承認部分罪責，因此，如果防禦不被接受那麼犯罪行為便會被承認。
在強姦或性侵案例中，脅迫或強制也可以被提出作為否定被告認定告訴人有同意意願的辯護。

## 討論
被告提出脅迫作為防禦實際上說明其承認做了一切構成犯罪的犯罪行為，同時具有犯罪意圖，因為他打算這樣做以避免一些威脅或實際損害。因此，被告依據其所作所為已經必須負起一定程度的罪責。在刑法上，通常在違法的狀況下，被告人的動機是無關緊要的，但是如果該動機構成行為理由是可能可以減刑的。防禦的基礎是外在脅迫實際壓倒了被告的意願以及勇氣（混合測試需包含被告主觀心態狀況的證據，並客觀確認未能抵抗威脅是合理的），從而使整個行為是非自願的。因此，作為防禦辯解，被告應減輕法律責任或是無罪。
脅迫的變形包括劫持人質，意即其中一人被迫在威脅下實施犯罪行為。比方說，當他們拒絕行動，他們的家庭成員或親密夥伴將被立即殺死。這種狀況出現在一些勒贖案例中，受脅迫者在綁匪的要求下犯下盜竊或挪用的罪行來確保他們家庭成員的生命和自由。然而，脅迫並非對所有罪行都能構成完整防禦。例如，一般來說，無論是在普通法還是今天，脅迫從來都不能做為謀殺罪的完整防禦;也就是說，即使受脅迫者的生命受到威脅，當受脅迫者殺死另一個無辜的人時都絕對不能算是無罪的。

## 要件
脅迫要能構成防禦必須滿足四個條件：
1. 必須是嚴重的人身傷害或死亡威脅
2. 該威脅所導致的危害必須大於所造成犯罪的危害
3. 必須是即時且不可避免的威脅
4. 在涉入這個情況的過程中，被告他自己必須不能有任何的錯誤

被告也可能在當他被武力或暴力強迫簽訂或抵消契約時提出脅迫防禦。